# Tono Stano
Tono Stano (* 24. března 1960 Zlaté Moravce, Slovensko) je český a slovenský fotograf tvořící od sedmdesátých let minulého století. Proslavil se zejména svými portréty a akty. Patří do tzv. Slovenské nové vlny spolu s Vasilem Stankem, Kamilem Vargou, Rudo Prekopem, Miro Švolíkem, Peterem Župníkem a Martinem Štrbou, kteří v první polovině 80. let bourali zaběhnutá klišé inscenované fotografie. Jeho nejznámějším aktem je snímek Smysl z roku 1992.

## Život
V letech 1975–1979 studoval na Střední umělecko-průmyslové škole v Bratislavě, v letech 1980–1986 pak FAMU v Praze. Žije v Praze.

## Dílo

### Výstavy (výběr)
- GHMP Knihovna, Tono Stano, Praha, 2025 (kurátorky Magdalena Juříková, Helena Musilová)
- Trafo Gallery, Tono Stano: Brusel, Praha, 2022 (kurátoři Blanka Čermáková, Tono Stano)[2]
- Leica Gallery Prague, Moje barvy, Praha, 2013
- Institut Français, Budapešť, 2004
- Galerie Baudelaire, Antwerpy, 2004
- Waldburger Gallery, Slovak Institute and Czech Centre, Berlín, 2002
- Photo Los Angeles, booth of Waldburger Gallery/photofront, 2001
- Prazsky dum fotografie, Praha, 2001
- Schoren, St. Gallen, Švýcarsko, 2000
- Dom kultury, Bratislava, 1996
- Galerie Marzee, Nijmegen, Nizozemsko, 1996
- Národní technické Muzeum, Praha, 1995
- Palác Metro, Praha, 1992
- Galerie U Recickych, Praha, 1992
- Le Pont Neuf, Paříž, 1990
- Galerie G4, Cheb, 1989
- Fotochema, Praha, 1986

## Zastoupení ve sbírkách (výběr)
- Moravská galerie v Brně
- Muzeum umění a designu Benešov
- Uměleckoprůmyslové museum v Praze